# Thư viện Công cộng Namsan
Thư viện Công cộng Namsan là một thư viện nằm ở Yongsan-gu gần Mt. Namsan của Seoul, Hàn Quốc. Từ khi thành lập vào 22 tháng 10 năm 1922 trong thời kỳ Nhật thuộc, thư viện đã sỡ hữu nhiều quyển sách bao gồm từ các cuốn sách lịch sử cổ đại, sách Nhật Bản đến sách công nghệ kỹ thuật số hiện đại.

## Liên kết
- Trang chủ (Tiếng Hàn/Tiếng Anh/Tiếng Nhật) Lưu trữ ngày 12 tháng 6 năm 2008 tại Wayback Machine